# Манский, Виталий Всеволодович
Вита́лий Все́володович Ма́нский, (род. 2 декабря 1963, Львов, УССР, СССР) — режиссёр документального кино, кинопродюсер и общественный деятель. Президент международного фестиваля авторского документального кино «Artdocfest/Riga» и член американской киноакадемии «Оскар».

## Биография
Родился во Львове (УССР), в семье инженеров Всеволода и Виктории Манских. Учился в львовской 52-й средней школе.
В 1990 году окончил операторский факультет Всесоюзного государственного института кинематографии имени С. А. Герасимова (ВГИК), (мастерская Сергея Медынского).
Автор телепрограмм «Семейные кинохроники» (1995—1997, ОРТ, ВГТРК, «Пятый канал»), «Реальное кино» и «Киноподъём» (1996, ОРТ; с 1999 года — РТР). В 1996—1998 годах — руководитель службы кинопоказа и генеральный продюсер телеканала «REN-TV». Основатель архива любительских домашних кинохроник за 1945—1991 годы.
С лета 1999 по декабрь 2003 года — руководитель службы производства и показа документальных программ на канале РТР («Россия-1»), автор и ведущий программы «Реальное кино». В 2018 году эта работа воспринималась зарубежными СМИ как пропагандистская.
С 2004 года — художественный руководитель студии «Вертов. Реальное кино». Президент фестиваля документально кино «Артдокфест» (с 2007 года), с 2020 года - Artdocfest/Riga. Член Российской телеакадемии «Ника». Член Российской телеакадемии «ТЭФИ». Член Украинской киноакадемии.
Фильмы Манского удостоены более ста призов на международных кинофестивалях. В их числе: Серебряный глобус МКФ в Карловых Варах (Чехия); Лучшая режиссура на IDFA (Нидерланды); Приз за режиссуру и специальный приз на МКФ «Темные ночи» в Таллине (Эстония); европейский приз новой кинодокументалистики, учреждённый евроканалом SAT; «Серебряный голубь» Лейпцигского фестиваля; приз за режиссуру (Локарно); Prix court metrage vision du reel — Nyon (Швейцария); Golden Spire в Сан-Франциско; главный приз МКФ Йихлава (Чехия); Главный приз на МКФ в Вене (Австрия); Уэска (Испания); диплом «Приз Европы»; «Серебряный кентавр» в Санкт-Петербурге; Лауреат национальной премии «Лавровая ветвь» и дважды номинант приза Европейской и Азиатской киноакадемий.
Автор сценария и режиссёр документального фильма «Анатомия „Тату“» (2003). Съёмки фильма начались в феврале 2003 года, когда группа «Тату» отправилась в промотур по США. В фильме показаны интервью певиц и их продюсера Ивана Шаповалова, промоакция «Хуй войне!», проведённая группой в США, выступление группы на конкурсе «Евровидение». Продюсер документального телесериала «„Тату“ в Поднебесной», вышедшего на телеканале СТС в 2004 году.
В 2008 году снял документальный фильм о встрече своих одноклассников из львовской школы № 52, основной темой которого был вопрос о том, что значит Родина для каждого из разбросанных в разных странах бывших соучеников.
В 2013 году за фильм «Труба» получил приз «За лучшую режиссуру» кинофестиваля «Кинотавр» в Сочи (впервые в истории фестиваля победителем стала документальная картина) и приз «За лучший документальный фильм» на 48-м Международном кинофестивале в Карловых Варах.
В марте 2014 года подписал письмо «Мы с Вами!» КиноСоюза против военной интервенции России в Украину.
В марте 2014 года переехал жить в Ригу (Латвия).
В декабре 2018 года состоялась премьера документального фильма «Свидетели Путина», повествующего о событиях, предшествовавших первому президентскому сроку Владимира Путина, и самих президентских выборах 2000 года. Действие фильма начинается 31 декабря 1999 года, когда первый президент России Борис Ельцин выступил с телеобращением, в котором объявил о передаче полномочий временно исполняющего обязанности президента Владимиру Путину. Картина получила награду на кинофестивалях в Стокгольме и Карловых Варах, как лучший документальный фильм.
31 марта 2022 года на него напали в Москве у кинотеатра «Октябрь» и облили краской.
24 февраля 2023 года на Берлинале состоялась премьера фильма «Восточный фронт» о медицинской бригаде добровольческого батальона.

## Семья
- Жена Наталья Викторовна Манская (род. 11 апреля 1961) — генеральный директор студии «Вертов. Реальное кино».
- Старшая дочь Полина (род. 1986) — выпускница школы-студии МХАТ, шеф-повар, руководитель кулинарного проекта Food&Food[18];
- Младшая дочь Ника (род. 1987) — архитектор.

## Общественная позиция

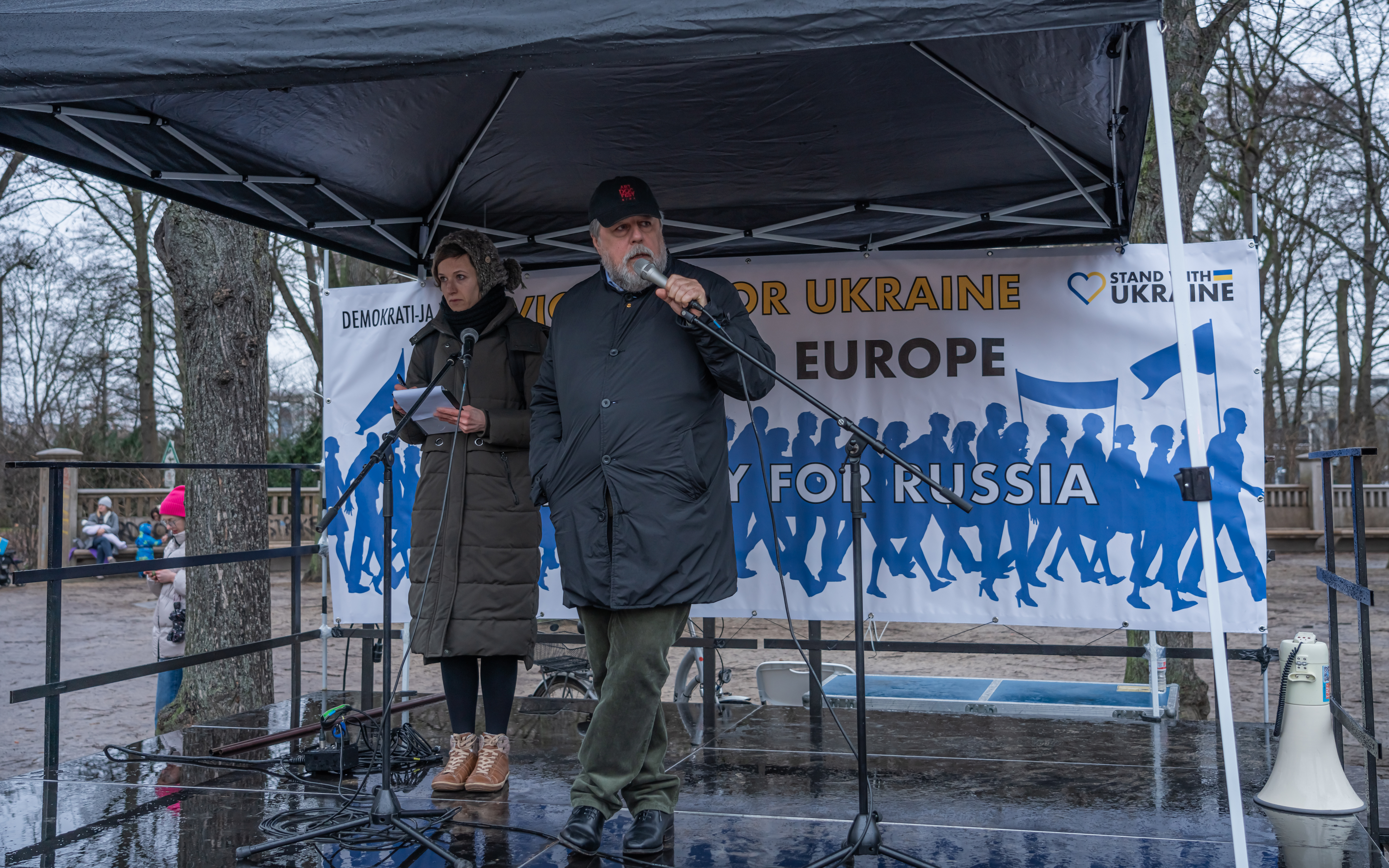
Манский в феврале 2023 года, во время выступления на митинге в Берлине в поддержку Украины

В марте 2014 года инициировал подписание открытого письма «Мы с Вами!» КиноСоюза в адрес украинских кинематографистов.
В 2018 году поддержал обращение Европейской киноакадемии в защиту заключённого в России украинского режиссёра Олега Сенцова.
22 декабря 2020 года после публикации записи разговора Алексея Навального со своим предполагаемым отравителем провёл одиночный пикет у здания ФСБ на Лубянке, держа в руках мужские трусы.
В феврале 2022 года выступил против вторжения России на Украину. Подписал открытое письмо КиноСоюза против военного вторжения на Украину. 23 апреля 2022 года выступил на антивоенном митинге в Риге.
7 сентября 2022 года МВД России объявило Виталия Манского в розыск, что следует из ведомственной базы розыска. Манского разыскивают по уголовной статье, дело расследуют по ч. 2 ст. 128.1 УК РФ.
16 июня 2023 года Министерством юстиции России внесён в список физических лиц — «иностранных агентов».

## Фильмография
- 1987 — Собаки
- 1987 — Бумеранг
- 1988 — Парк культуры
- 1989 — Пост

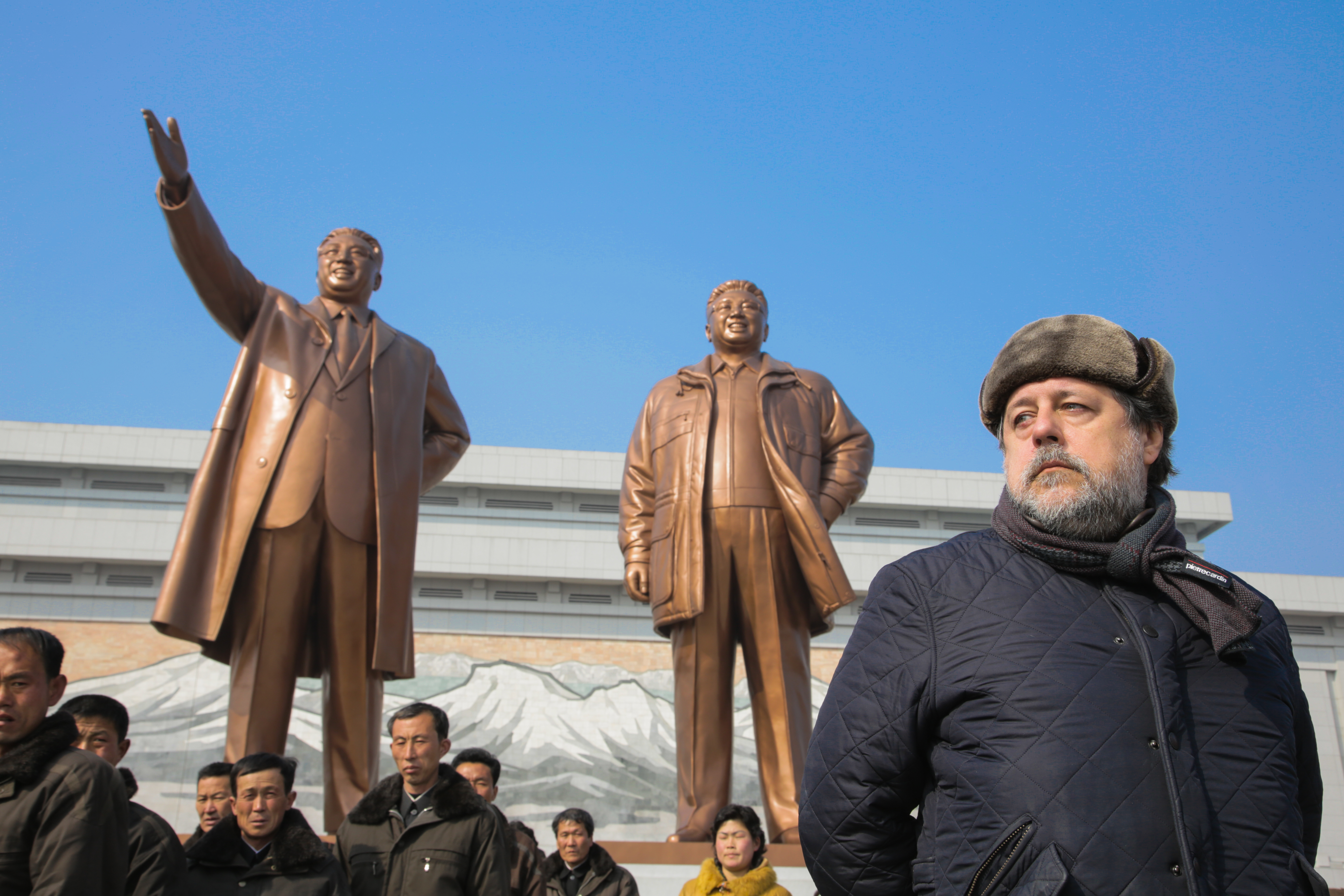
Виталий Манский на фоне памятника Ким Ир Сену и Ким Чен Иру. Съёмки фильма «В лучах солнца», 2014 год, г. Пхеньян, Северная Корея

- 1990 — Еврейское счастье (игровой)
- 1990 — 1993 — Этюды о любви
- 1991 — Тело Ленина
- 1993 — Срезки очередной войны
- 1996 — Благодать
- 1999 — Частные хроники. Монолог
- 2000—2001 — Россия — начало[27]
- 2001 — Горбачёв. После империи[28]
- 2001 — Ельцин. Другая жизнь
- 2001 — Путин. Високосный год[29]
- 2002 — Открытый Кремль (пять фильмов)
- 2002 — Бродвей. Чёрное море
- 2003 — Анатомия «Тату»
- 2004 — «Тату» в Поднебесной (сериал)
- 2004 — Космос. Дорога домой (автор)
- 2004 — Наша Родина
- 2004 — Салям, Америка!
- 2005 — Смерть поэта (автор)
- 2007 — Дикий, дикий пляж. Жар нежных (автор)
- 2008 — Девственность
- 2008 — Рассвет/Закат
- 2009 — Поколение[30]
- 2009 — Николина гора
- 2011 — Родина или смерть
- 2011 — Иконоскоп
- 2013 — Труба
- 2014 — Книга
- 2015 — В лучах солнца
- 2016 — Родные[31]
- 2018 — Свидетели Путина
- 2020 — Горбачёв. Рай
- 2021 — 2020. О любви и о свободе
- 2023 — Восточный фронт[вд]
- 2024 — Железо (фильм) [32]
- 2025 — Подлетное время (фильм)

## Награды
- Специальный приз «Мастер» (2016, Ереванский кинофестиваль)

### Основные призы
| Год                        | Фильм                                                          | Год                                                   | Фестиваль                   |                                                                                         | Место проведения                                   | Приз                                            |
| -------------------------- | -------------------------------------------------------------- | ----------------------------------------------------- | --------------------------- | --------------------------------------------------------------------------------------- | -------------------------------------------------- | ----------------------------------------------- |
| 1993 г.                    | «Срезки очередной войны»                                       | 1993 г.                                               | Dok Leipzig                 | Германия                                                                                | Лейпциг, Германия                                  | Приз «Серебряный Голубь» в конкурсе к/м фильмов |
| 1996 г.                    |                                                                |                                                       |                             |                                                                                         |                                                    |                                                 |
| «Благодать»                |                                                                |                                                       |                             |                                                                                         |                                                    |                                                 |
| 1996 г.                    | Dok Leipzig                                                    | Германия                                              | Лейпциг, Германия           | Приз жюри                                                                               |                                                    |                                                 |
| 1996 г.                    | Dok Leipzig                                                    | Германия                                              | Лейпциг, Германия           | Приз экуменического жюри                                                                |                                                    |                                                 |
| 1996 г.                    | МКФ в Вентспилсе                                               | Латвия                                                | Вентспилс, Латвия           | Спец. приз за лучшую режиссуру                                                          |                                                    |                                                 |
| 1996 г.                    | Pärnu International Documentary and Anthropology Film Festival | Эстония                                               | Пярну, Эстония              | Диплом                                                                                  |                                                    |                                                 |
| 1996 г.                    | Visions du Réel                                                | Швейцария                                             | Ньон (Швейцария), Швейцария | Приз за лучший к/м фильм                                                                |                                                    |                                                 |
| 1997 г.                    | Международный кинофестиваль в Сан-Франциско                    | Соединённые Штаты Америки                             | Сан-Франциско, США          | Приз «Золотой шпиль»                                                                    |                                                    |                                                 |
| 1999 г.                    |                                                                |                                                       |                             |                                                                                         |                                                    |                                                 |
| «Частные хроники. Монолог» |                                                                |                                                       |                             |                                                                                         |                                                    |                                                 |
| 1999 г.                    | Открытый российский кинофестиваль «Кинотавр»                   | Россия                                                | Сочи, Россия                | Oсобое упоминание критиков                                                              |                                                    |                                                 |
| 1999 г.                    | МКФ «Послание к человеку»                                      | Россия                                                | Санкт-Петербург, Россия     | Спец. приз жюри «Серебряный кентавр» «За авторскую интерпретацию народной кинолетописи» |                                                    |                                                 |
| 1999 г.                    | Dok Leipzig                                                    | Германия                                              | Лейпциг, Германия           | Приз Европейских киноклубов «Дон Кихот»                                                 |                                                    |                                                 |
| 2002 г.                    |                                                                |                                                       |                             |                                                                                         |                                                    |                                                 |
| «Бродвей. Чёрное море»     |                                                                |                                                       |                             |                                                                                         |                                                    |                                                 |
| 2002 г.                    | Visions du Réel                                                | Швейцария                                             | Ньон, Швейцария             | Prix SRG SSR idée Suisse                                                                |                                                    |                                                 |
| 2002 г.                    | CineEco Seia                                                   | Португалия                                            | Сейя, Португалия            | «Mencoes Honrosas» Prize                                                                |                                                    |                                                 |
| 2002 г.                    | Festival dei Popoli Firenze                                    | Италия                                                | Флоренция, Италия           | «Giampaolo Paoli»                                                                       |                                                    |                                                 |
| 2002 г.                    | Maremma Doc Festival Pitigliano                                | Италия                                                | Pitigliano, Италия          | Grand Prix of the Public                                                                |                                                    |                                                 |
| 2013 г.                    |                                                                |                                                       |                             |                                                                                         |                                                    |                                                 |
| «Труба»                    |                                                                |                                                       |                             |                                                                                         |                                                    |                                                 |
| 2013 г.                    | Открытый российский кинофестиваль «Кинотавр»                   | Россия                                                | Сочи, Россия                | Приз за лучшую режиссуру                                                                |                                                    |                                                 |
| 2013 г.                    | Открытый российский кинофестиваль «Кинотавр»                   | Россия                                                | Сочи, Россия                | Приз Гильдии киноведов и кинокритиков «Белый слон»                                      |                                                    |                                                 |
| 2014 г.                    | Национальная кинематографическая премия «Ника»                 | Россия                                                | Россия                      | Лучший документальный фильм                                                             |                                                    |                                                 |
| 2013 г.                    | Кинофестиваль в Карловых Варах                                 | Чехия                                                 | Карловы Вары, Чехия         | Лучший полнометражный документальный фильм                                              |                                                    |                                                 |
| 2013 г.                    | Dok Leipzig                                                    | Германия                                              | Лейпциг, Германия           | Приз телеканала MDR за лучший восточноевропейский документальный фильм                  |                                                    |                                                 |
| 2014 г.                    | ZagrebDox                                                      | Хорватия                                              | Загреб, Хорватия            | Movies That Matter Award                                                                |                                                    |                                                 |
| 2014 г.                    | Pelicam Environmental FF Tulcea                                | Румыния                                               | Тулча, Румыния              | Award of the Black Sea Competition                                                      |                                                    |                                                 |
| 2015 г.                    |                                                                |                                                       |                             |                                                                                         |                                                    |                                                 |
| «В лучах солнца»           | 2015 г.                                                        | Jihlava International Documentary Film Festival       | Чехия                       | Йиглава, Чехия                                                                          | Best Central and Eastern European Documentary Film |                                                 |
| «В лучах солнца»           | 2015 г.                                                        | Тёмные ночи                                           | Эстония                     | Таллин, Эстония                                                                         | Jury Prize for Best Director                       |                                                 |
| «В лучах солнца»           | 2015 г.                                                        | Тёмные ночи                                           | Эстония                     | Таллин, Эстония                                                                         | Special Jury Prize                                 |                                                 |
| «В лучах солнца»           | 2016 г.                                                        | Trieste Film Festival                                 | Италия                      | Триест, Италия                                                                          | ALPE ADRIA CINEMA AWARD for the Best Documentary   |                                                 |
| «В лучах солнца»           | 2016 г.                                                        | Hong Kong International Film Festival                 | Китай                       | Гонконг, Китай                                                                          | Jury Prize                                         |                                                 |
| «В лучах солнца»           | 2016 г.                                                        | Vilnius Film Festival                                 | Литва                       | Вильнюс, Литва                                                                          | Best Film in «Baltic Gaze» competition programme   |                                                 |
| «В лучах солнца»           | 2016 г.                                                        | It’s all True International Documentary Film Festival | Бразилия                    | Бразилия                                                                                | Special Mention Jury                               |                                                 |
| «В лучах солнца»           | 2017 г.                                                        | Национальная кинематографическая премия «Ника»        | Россия                      | Россия                                                                                  | Лучший документальный фильм                        |                                                 |

### Интервью
- В лучах солнца МАНСКОГО* (9 сентября 2024)
- Интервью «Эхо Москвы» (13 декабря 2003)
- Виталий Манский: Работать с «Тату» — что снимать диких животных // «Известия» (16 января 2004)
- Виталий Манский: Я наивно считал наследниками Высоцкого всех, кто говорит по-русски // «Время новостей» (27 июля 2005)
- Интервью «Радио Свобода» (07-08-2005)
- Виталий Манский: «Тату» мне не жалко (недоступная ссылка) // «Московский комсомолец» (15 декабря 2005)
- Интервью «Новая Газета» (29 апреля 2010)
- Виталий Манский: «Мы находимся на „Титанике“, который дал течь…» // «Литературная газета» (3 августа 2011)
- Интервью о фильме «Труба» (15 июня 2013)
- Как крымский вопрос расколол российское общество? Мнение подписавшего письмо за украинскую политику Путина и против неё. «Дождь» (12 марта 2014).
- Мария Кугель. Виталий Манский: "Мы перекрестились заранее". Радио «Свобода» (11 декабря 2014).
- Виталий Манский хочет снять фильм «как Путин будет слезать с трона» (4 ноября 2018)
- Виталий Манский: любимый Михалков, анатомия Тату и собственная плоть (28 мая 2020)